# Colonia Nuevo México, delstaten Mexiko
Colonia Nuevo México är en ort i Mexiko, tillhörande kommunen Tecámac i delstaten Mexiko. Colonia Nuevo México ligger i den centrala delen av landet och tillhör Mexico Citys storstadsområde. Orten hade 263 invånare vid folkmätningen 2010.